# Devil’s Night Detroit
Die Halloweenfeuer von Detroit sind ein kulturelles Phänomen, das sich teilweise in schwerem Vandalismus, hauptsächlich jedoch in Brandstiftungen äußert.
Die Brände werden meist in der Devil’s oder Hell Night (Teufels- oder Höllennacht) gelegt. So wird in den USA die Nacht vor Halloween (vom 30. auf den 31. Oktober) bezeichnet. Die Zahl der jährlich gemeldeten Brände nahm von den 1970er- bis Mitte der 1990er-Jahre stetig zu.

## Hintergrund
Die Detroiter Tradition der Teufels- oder Höllennächte existiert seit den 1930er-Jahren. Damals spielten die Großstadtjugendlichen ihren Mitbürgern lediglich mehr oder weniger harmlose Streiche. Häuser wurden mit Eiern oder faulem Obst oder Gemüse beworfen, kotgefüllte Papiertüten wurden auf Veranden oder in Vorgärten gelegt und angezündet, Bäume, Laternen und Strommasten mit Toilettenpapier behängt. Zu Sachbeschädigungen kam es nur in geringem Ausmaß oder gar nicht.
In den 1970er-Jahren kam es zu ersten Brandstiftungen, zunächst hauptsächlich im innerstädtischen Bereich, später auch in den Außenbezirken. Zudem nutzten Hauseigentümer, deren Besitz auf dem sich damals im Niedergang befindlichen Immobilienmarkt rapide an Wert verlor, die Gelegenheit, ihre Häuser abzubrennen, Brandstiftung zu reklamieren und Versicherungsgeld zu kassieren. Die Zerstörungen durch Feuer erreichten einen vorläufigen Höhepunkt Mitte der 1980er-Jahre: 1984 wurden über 800 Brände gezählt.

## Rückgang der Brandstiftungen
Nach der besonders dramatisch verlaufenen Nacht im Jahr 1994 mit erneut über 800 Bränden organisierte der damalige Detroiter Bürgermeister Dennis Archer eine sogenannte Angel’s Night (Engelsnacht), bei der auch in den Folgejahren bis zu 50.000 Detroiter Bürger teilnahmen, um durch Nachtpatrouillen Brandstiftungen zu verhindern. Zusätzlich wurden Ausgangssperren für Jugendliche verhängt. Die Zahl der Brandstiftungen ging deutlich zurück. Im Jahr 2008 wurden 136 Feuer gezählt.

## Erneuter Anstieg 2010
Bereits am 8. September 2010 wurden mehr als 80 Brände gemeldet, die allerdings größtenteils durch Havarien des maroden Stromversorgungsnetzes während eines schweren Sturms verursacht wurden. In der Teufelsnacht stieg dann die Zahl der Brände erneut, trotz der relativ hohen Teilnehmerzahl von 12.000 Detroiter Bürgern an den Patrouillen der Angel’s Night, um 42 % gegenüber dem Vorjahr an (162 gegenüber 119 Feuern 2009).